# Louise Noeppel
Louise Marie Noeppel, född 19 februari 1902 i Illkirch-Graffenstaden, Bas-Rhin, död 14 februari 1987 i Wissembourg, Bas-Rhin, var en fransk friidrottare med löpgrenar som huvudgren. Noeppel blev silvermedaljör vid den första Damolympiaden 1922 i Paris och var en pionjär inom damidrott.

## Biografi
Louise Noeppel föddes i östra Frankrike, i ungdomstiden var hon aktiv friidrottare, hon tävlade i kortdistanslöpning men även i längdhopp, kulstötning och spjutkastning. Senare gick hon med i idrottsföreningen "FA Illkirch Graffenstaden" i Illkirch-Graffenstaden. Hon tävlade för klubben under hela sin aktiva idrottskarriär.
1922 deltog hon i sina första franska mästerskap (Championnats de France d'Athlétisme) då hon vann silvermedalj i kulstötning vid tävlingar 25 juni på Stade du Métropolitan i Colombes.
Noeppel deltog i den första Damolympiaden 20 augusti i Paris. Under idrottsspelen vann hon silvermedalj i stafett 4x110 yards (med Lucie Prost, Germaine Robin, Yvonne De Wynne och Louise Noeppel) med 51,2 sek. Hon tävlade även i löpning 100 yards (4.e plats i kvalifikationsheaten) och spjutkastning (6.e plats).
1924 deltog hon åter i de franska mästerskapen där hon slutade på en 6.e plats i längdhopp vid tävlingar 14 juli  på Pershingstadion i Paris. Senare drog hon sig tillbaka från tävlingslivet.